# Party Queen
Party Queen este cel de-al treisprezecelea album de studio al cântăreței japoneze Ayumi Hamasaki lansat pe 14 martie 2012 în format digital și pe 21 martie 2012 în format fizic de către casa de discuri Avex Trax în Japonia. Este primul album de studio al lui Ayumi care să nu fie precedat de niciun single, cu toate că "How Beautiful You Are" a fost lansat ca single digital. Albumul a ocupat locul II în Clasamentul Saptămânal Oricon, fiind cel de-al doilea album al lui Hamasaki (primul fiind Guilty) care să nu ocupe poziția fruntașă. Acesta este cel de-al doilea album al lui Hamasaki (primul fiind Rock 'n' Roll Circus) înregistrat in Londra. De asemenea, două dintre cele patru videoclipuri ale albumului au fost filmate în Londra.

## Lansare
Party Queen a fost lansat în cinci formate diferite : CD, CD+DVD, CD+2DVD (al doilea DVD conține concertul Ayumi Hamasaki Countdown Live 2011-2012: Hotel Love Songs), un set special conținând un CD, 4DVDuri (al treilea și al patrulea DVD conține turneul Ayumi Hamasaki Power of Music 2011 A: Limited Edition), două halbe și două suporturi din plută pentru pahare; un alt set similar conținând un CD, 2DVDuri și un Blu-ray (Ayumi Hamasaki Power of Music 2011 A: Limited Edition).

## Lista cu melodii
Toate versurile sunt scrise de Ayumi Hamasaki. 
| Disc1: CD (CD, CD+DVD, CD+2DVD) |                           |                                                                     |                                                   |         |  |
| Nr.                             | Titlu                     | Muzică                                                              | Aranjamente                                       | Lungime |  |
| 1.                              | „Party Queen”             | Timothy Wellard                                                     | Tasuku                                            | 3:56    |  |
| 2.                              | „NaNaNa”                  | Corin                                                               | CMJK                                              | 3:41    |  |
| 3.                              | „Shake It”                | Bounceback                                                          | CMJK                                              | 3:49    |  |
| 4.                              | „Taskebab” (instrumental) | Tasuku                                                              | Tasuku                                            | 1:50    |  |
| 5.                              | „Call”                    | Katsumi Ohnishi                                                     | Tasuku                                            | 4:04    |  |
| 6.                              | „Letter”                  | Katsumi Ohnishi                                                     | Tasuku, Harvey Brough (Aranjamentul coardelor)    | 4:41    |  |
| 7.                              | „Reminds Me”              | Yuta Nakano                                                         | Tasuku, Harvey Brough (Aranjamentul coardelor)    | 5:21    |  |
| 8.                              | „Return Road”             | D.A.I                                                               | Yuta Nakano (Aranjament & aranjamentul coardelor) | 4:54    |  |
| 9.                              | „Tell Me Why”             | Hanif Sabzevari, Lene Dissing, Marcus Winther-John, Dimitri Stassos | CMJK                                              | 3:41    |  |
| 10.                             | „A Cup of Tea”            | CMJK                                                                | CMJK                                              | 1:42    |  |
| 11.                             | „The Next Love”           | Timothy Wellard                                                     | Yuta Nakano (Aranjament & aranjamentul coardelor) | 4:04    |  |
| 12.                             | „Eyes, Smoke, Magic”      | Timothy Wellard                                                     | Yuta Nakano (Aranjament & aranjamentul coardelor) | 4:09    |  |
| 13.                             | „Serenade in A Minor”     | Yuta Nakano                                                         | Yuta Nakano (Aranjament & aranjamentul coardelor) | 2:18    |  |
| 14.                             | „How Beautiful You Are”   | Timothy Wellard                                                     | Yuta Nakano (Aranjament & aranjamentul coardelor) | 5:01    |  |

| DVD-1 (CD+DVD, CD+2DVD, set conținând CD+4DVD, set conținând CD+2DVD+2Blu-ray) |                                                                  |         |         |  |
| Nr.                                                                            | Titlu                                                            | Regizor | Lungime |  |
| 1.                                                                             | „Shake It” (Videoclip)                                           |         |         |  |
| 2.                                                                             | „NaNaNa” (Videoclip)                                             |         |         |  |
| 3.                                                                             | „Return Road” (Videoclip)                                        |         |         |  |
| 4.                                                                             | „How Beautiful You Are” (Videoclip)                              |         |         |  |
| 5.                                                                             | „Shake It” (Secvențe de la filmările videoclipului)              |         |         |  |
| 6.                                                                             | „NaNaNa” (Secvențe de la filmările videoclipului)                |         |         |  |
| 7.                                                                             | „Return Road” (Secvențe de la filmările videoclipului)           |         |         |  |
| 8.                                                                             | „How Beautiful You Are” (Secvențe de la filmările videoclipului) |         |         |  |

| DVD-2: COUNTDOWN LIVE 2011-2012 ～HOTEL Love songs (CD+2DVD, set conținând CD+4DVD, set conținând CD+2DVD+2Blu-ray) |                         |         |  |
| Nr. | Titlu                   | Lungime |  |
| 1. | „Do It Again”           |         |  |
| 2. | „Happening Here”        |         |  |
| 3. | „Insomnia”              |         |  |
| 4. | „Moon”                  |         |  |
| 5. | „Fated”                 |         |  |
| 6. | „Feedback”              |         |  |
| 7. | „Never Ever”            |         |  |
| 8. | „Sending Mail”          |         |  |
| 9. | „Machine”               |         |  |
| 10. | „Sparkle”               |         |  |
| 11. | „Humming 7/4”           |         |  |
| 12. | „Evolution”             |         |  |
| 13. | „Rainbow”               |         |  |
| 14. | „November”              |         |  |
| 15. | „Music”                 |         |  |
| 16. | „Ladies Night”          |         |  |
| 17. | „Party Queen”           |         |  |
| 18. | „Happening Here”        |         |  |
| 19. | „Love Song”             |         |  |
| 20. | „How Beautiful You Are” |         |  |
| 21. | „Trauma~Boys & Girls”   |         |  |
| 22. | „My All”                |         |  |

## Lansare
| Regiune   | Dată           | Format                                    | Număr           |
| --------- | -------------- | ----------------------------------------- | --------------- |
| Japonia   | 21 martie 2012 | CD                                        | AVCD-38513      |
| Japonia   | 21 martie 2012 | CD+DVD                                    | AVCD-38512/B    |
| Japonia   | 21 martie 2012 | CD+2DVD                                   | AVCD-38511/B～C |
| Japonia   | 21 martie 2012 | PLAYBUTTON (există doar o presă inițială) | AQZD-50681      |
| Japonia   | 21 martie 2012 | Set (CD+4DVD+bunuri)                      | AVZD-38500/B～E |
| Japonia   | 21 martie 2012 | Set (CD+2DVD+2Blu-ray+bunuri)             | AVZD-38501/B～D |
| Taiwan    | 23 martie 2012 | CD                                        | AVJCD10500      |
| Taiwan    | 23 martie 2012 | CD+DVD                                    | AVJCD10500/B    |
| Taiwan    | 23 martie 2012 | CD+2DVD                                   | AVJCD10500/A    |
| Hong Kong | 29 martie 2012 | CD                                        | AAJCD20101      |
| Hong Kong | 29 martie 2012 | CD+DVD                                    | AAJCD20100D     |
| Hong Kong | 29 martie 2012 | CD+2DVD                                   | AAJCD20099DE    |

## Clasamente și certificări
| Clasament                     | Poziție | Vânzări | Vânzările totale | Durată       |
| ----------------------------- | ------- | ------- | ---------------- | ------------ |
| Clasamentul Oricon Zilnic     | 2       | 27,338  | 148,290          | 22 săptămâni |
| Clasamentul Oricon Săptămânal | 2       | 97,691  | 148,290          | 22 săptămâni |
| Clasamentul Oricon Lunar      | 4       | 124,305 | 148,290          | 22 săptămâni |
| Clasamentul Oricon Anual      | 38      | 148,290 | 148,290          | 22 săptămâni |

| Țară    | Furnizor | Certificări |
| ------- | -------- | ----------- |
| Japonia | RIAJ     | Aur         |